# Wasteland (serie televisiva)
Wasteland  è una serie televisiva statunitense in 13 episodi trasmessi per la prima volta nel corso di una sola stagione nel 1999. La serie fu cancellata ad ottobre del 1999 dopo soli tre episodi; i 10 episodi rimanenti furono trasmessi solo nel 2001.

## Trama
Wasteland, ambientata a New York, racconta la storia di sei amici dopo il college. Dawnie è uno studentessa che sta scrivendo una tesi sulla "generazione perduta". Accanto ha le sue due migliori amiche: Sam, un'assistente sociale impertinente, e Jesse, una pubblicitaria. Altri personaggi sono Vandy, musicista di giorno e barman di notte, Russell Baskind, attore gay di soap opera terrorizzato di perdere il lavoro, e Ty, compagno di stanza del college di Russell.

## Personaggi
- Jesse Presser (13 episodi, 1999), interpretata da Sasha Alexander.
- Dawnie Parker (13 episodi, 1999), interpretata da Marisa Coughlan.
- Samantha 'Sam' Price (13 episodi, 1999), interpretata da Rebecca Gayheart.
- Vandy (13 episodi, 1999), interpretato da Eddie Mills.
- Russell Baskind (13 episodi, 1999), interpretato da Dan Montgomery Jr..
- Tyler 'Ty' Swindell (13 episodi, 1999), interpretato da Brad Rowe.
- Vincent 'Vince' Lewis (13 episodi, 1999), interpretato da Jeffrey D. Sams.
- Phillip il ragazzo del caffè (7 episodi, 1999), interpretato da Adam Scott.
- Stand-in (3 episodi, 1999), interpretato da Dar Billingham.
- Cliff Dobbs (3 episodi, 1999), interpretato da Frank Grillo.
- Waitress 1999 (3 episodi, 1999), interpretata da Kirsten Maryott.
- Jules (3 episodi, 1999), interpretata da Allison Smith.
- Loretta (2 episodi, 1999), interpretato da Jennifer Echols.
- modella (2 episodi, 1999), interpretata da Tanisha Grant.
- Vicki (2 episodi, 1999), interpretata da Katherine Kendall.
- Bouncer (2 episodi, 1999), interpretato da Mustafa Shakir.

## Produzione
La serie, ideata da Kevin Williamson, fu prodotta da Miramax Films e Outerbank Productions e girata negli studios a Los Angeles e nel Market City Caffe a Pasadena in California.

## Distribuzione
La serie fu trasmessa negli Stati Uniti nel 1999 (3 episodi) e nel 2001 (10 episodi) sulla rete televisiva ABC. In Italia è stata trasmessa su RaiDue nel 2005 con il titolo Wasteland.
Alcune delle uscite internazionali sono state:
- negli Stati Uniti il 7 ottobre 1999 (Wasteland)
- in Brasile il 1º novembre 1999
- in Francia il 23 dicembre 2000 (Wasteland)
- in Italia il 25 giugno 2005  (Wasteland)

## Episodi
| Stagione       | Episodi | Prima TV USA |
| -------------- | ------- | ------------ |
| Prima stagione | 13      | 1999 e 2001  |